# Juan Prim y Agüero
Juan Prim y Agüero (Juan José Francisco Antonio Pablo Hilario Prim i Agüero, París, 10 de gener de 1858 – Madrid, 30 d'agost de 1930) fou un militar espanyol, fill de Joan Prim i Prats i Francisca Agüero González.
Es diu que el 1860, amb dos anys, el seu pare el va inscriure com a membre del Batalló de Voluntaris Catalans a la Guerra d'Àfrica. El 19 d'octubre de 1868 va ingressar com alferes al cos de cavalleria. Després de l'assassinat del seu pare al carrer del Turco en 1871 va heretar els títols de duc de Los Castillejos, comte de Reus i vescomte del bruc. El 1874 fou nomenat ajudant de camp del Capità general de Castella la Nova i en 1885 fou ascendit a comandant de cavalleria, amb antiguitat des de 1878. En 1896 fou ascendit a tinent coronel i destinat al Regiment de Cavalleria Reserva de Burgos n. 35. Fou condecorat amb la gran creu de l'Orde de Carles III i placa de l'Orde de Sant Hermenegild. Assolí el grau de general de brigada i va morir a Madrid a causa d'una malaltia pulmonar l'agost de 1930. Fou enterrat al cementiri de San Isidro de Madrid. Va morir sense fills.